# Térence du Vatican
Le Térence du Vatican est un manuscrit enluminé contenant six comédies du dramaturge latin Térence daté de l'époque carolingienne. Il reproduit probablement fidèlement un manuscrit antique aujourd'hui disparu. Il est actuellement conservé  à la Bibliothèque apostolique vaticane (Vat.Lat.3868).

## Historique
Le manuscrit contient un colophon indique que le manuscrit a été achevé par le copiste Hrodgarius (f.92). Le lieu de création du manuscrit est encore débattu : on a d'abord proposé d'y voir une création de l'abbaye Saint-Pierre de Corbie puis plutôt celle du scriptorium de l'abbaye de Corvey et daté entre 820 et 830. Une autre hypothèse préfère y voir une œuvre de l'école du Palais d'Aix-la-Chapelle. Cette dernière est privilégiée désormais. 
Le manuscrit est déjà présent en France à la fin du Xe ou début du XIe siècle. Il est ensuite localisé dans la bibliothèque papale lors du pontificat de Sixte IV, signalé dans l'inventaire de 1475. Il est emporté par les troupes françaises en 1798 lors de la République romaine puis restitué en 1816. 

## Description

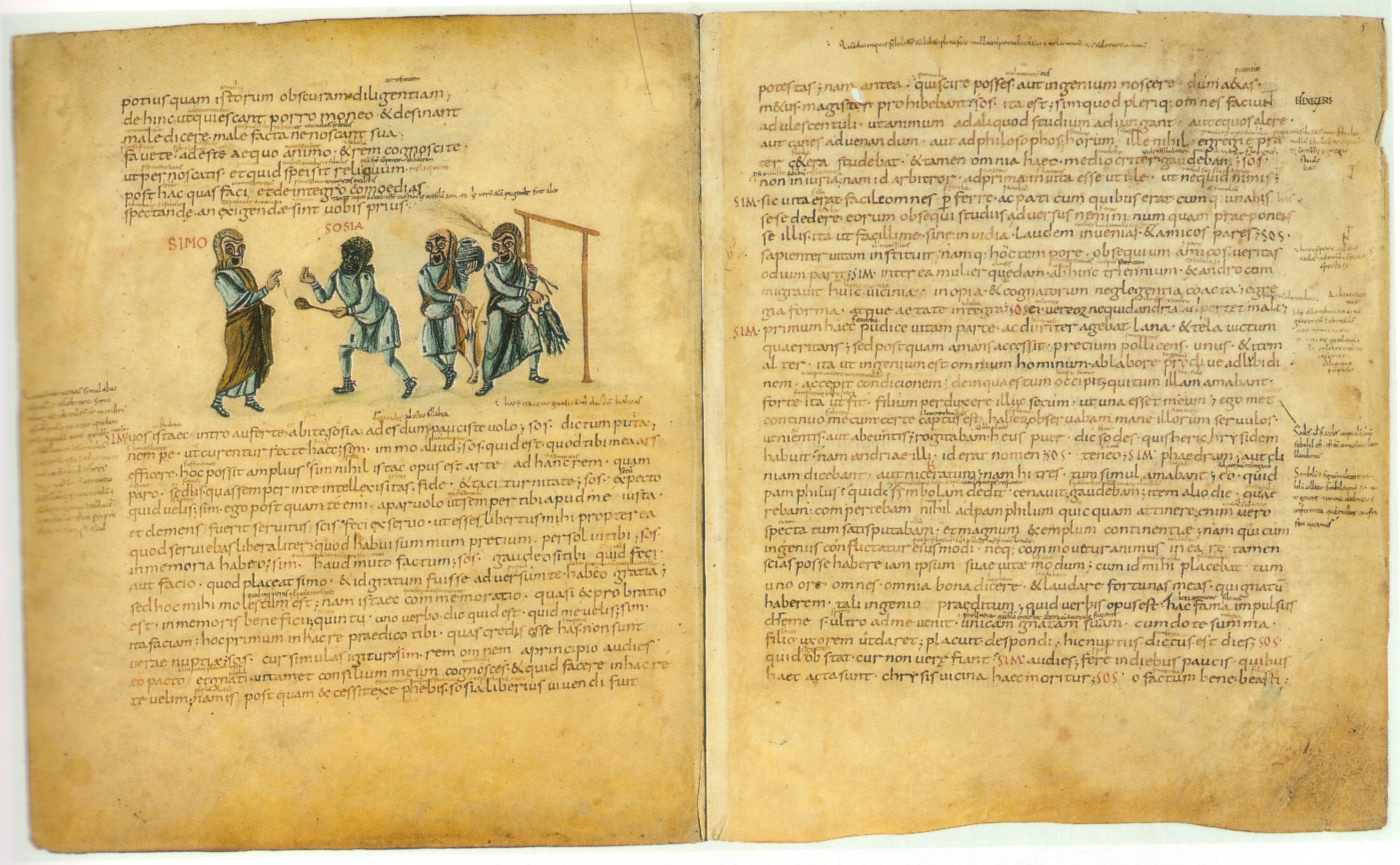
Bifolio extrait de L'Andrienne, 4v-5r.

Le manuscrit est écrit d'une seule main, celle du copiste Hrodgarius, dans une écriture caroline, avec les titres, les arguments et les noms des personnages en capitales rustiques alternativement rouges et noirs. En plus du texte de Térence, s'ajoutent des commentaires interlinéaires et dans les marges. Il s'agit de commentaires datés du IXe siècle connus sous le nom de Brunsianum et Monacense qui se retrouvent dans d'autres manuscrits de cette période. Le commentaire Brunsianum daterait du début du règne de Charlemagne tandis que le commentaire Monacense est attribué à Heiric d'Auxerre. D'autres commentaires plus tardifs, du XIe siècle s'y ajoutent. Les miniatures sont au nombre d'environ 150 et sont caractérisées par des dessins sans cadre, comme à l'époque de l'antiquité tardive. Trois mains sont distinguées parmi les enlumineurs mais un seul a signé son œuvre, Adelricus, dans la corniche du tympan qui surmonte l'édicule contenant les masques des six comédies (f. 3r).
Le manuscrit contient six pièces :
- 3v-18v : L'Andrienne
- 18v-34v : L'Eunuque
- 34v-50r : L' Heautontimoroumenos
- 50r-64v : Les Adelphes
- 64v-76v : L’Hécyre
- 76v-92r : Phormion

## Une copie d'un manuscrit antique
Tous les scientifiques s'accordent à y voir la copie fidèle d'un manuscrit antique. Le texte et les illustrations reproduisent un original disparu mais qui a été daté du Ve siècle. Le texte lui-même provient d'une compilation réalisée par Calliopius de Constantinople qui est mentionné deux fois dans le texte (f.1v et 92r). Les illustrations sont tirées de différents modèles antiques. 
Le portrait de Térence en frontispice est une Imago clipeata, une image bouclier, type de portrait dans un cadre en forme de bouclier porté par deux personnages, que l'on peut encore voir sur certains sarcophages antiques. Le type de coiffure porté par Térence ferait remonter ce portrait à la première moitié voire second quart du IIIe siècle selon Dodwell. Ce type de portrait très codifié se retrouve dans d'autres portraits d'auteurs de cette période de la fin de l'Antiquité. La mise en scène de ce portrait, avec deux acteurs de chaque côté, fait penser à un Siparium (en), un rideau utilisé sur les scènes de théâtre antique.
Le type de masque porté par les acteurs de chaque côté, par comparaison avec des artefacts archéologiques de la période, confirme aussi une datation du IIIe siècle. Ces masques, les vêtements portés par les acteurs dans le reste du livre, reprenant des modèles communs à des artefactes retrouvés notamment en Afrique du nord et datant de cette même époque. 

## Autres manuscrits en rapport

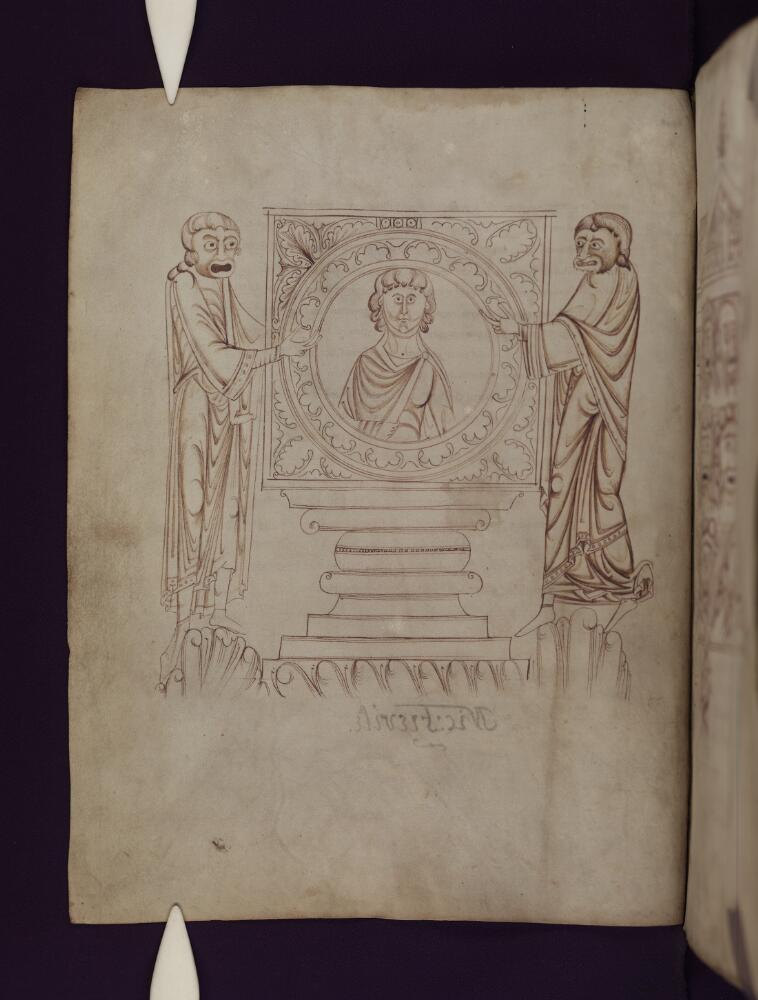
Frontispice du Térence d'Oxford, f.2v.

Plusieurs autres manuscrits de cette même période carolingiennes, comparables au manuscrit du Vatican, ont été copié depuis ce même manuscrit antique :
- BNF, Lat.7899 :  produit au milieu ou dans la seconde moitié du IXe siècle à Reims, dans un atelier lié à la cathédrale ou à l'abbaye Saint-Remi. Il contient des illustrations identiques mais simplement tracées à l'encre brune. Il s'agit de l'œuvre de deux enlumineurs rémois dans le style du psautier d'Utrecht[5],[12].
- BNF, Lat.7900 : provient de l'abbaye de Corbie et date du second tiers du IXe siècle. Ses décorations ont été laissées inachevées[13].
- Lyon, Ms.788 : fragment d'un manuscrit ne contenant que l'Heautontimoroumenos (f.91-97), sans illustration[14]

D'autres manuscrits plus récents en sont aussi inspirés :
- Bibliothèque ambrosienne, Milan, MS. H. 75 inf. : copie française des IXe ou Xe siècle
- Bibliothèque apostolique vaticane, Archivio di San Pietro H.19 : copie du Térence du Vatican réalisée à Corbie au Xe siècle, reproduisant le frontispice et une partie des autres miniatures (en partie effacées)[16]
- Bodleian Library, Oxford, MS Auct. F. 2. 13[17], ou Térence d'Oxford : daté du XIIe siècle, peut-être une copie provenant de l'abbaye de Saint-Alban d'un manuscrit carolingien, contenant des dessins au trait dont certains ont été attribués à un des enlumineurs de la Bible de Winchester.